# NTT Data
NTT Data (Eigenschreibweise: NTT DATA) ist ein auf Consulting und IT-Dienstleistungen spezialisiertes Unternehmen der Nippon Telegraph and Telephone Group mit Hauptsitz in Tokio, Japan. Fokusthemen sind Business & IT Consulting, Customer Management, IT Security und Business Intelligence und Analytics & Performance Management sowie Outsourcing.

## Unternehmensstruktur
In Deutschland hat die NTT Data Deutschland SE ihren Sitz in München und ist mit weiteren Standorten in Bielefeld, Hamburg, Frankfurt am Main, Stuttgart, Köln, Wolfsburg, Ingolstadt, Rosenheim, Erfurt und Ettlingen (Stand 2020) vertreten. Niederlassungen bestehen außerdem in der Schweiz und in Österreich.
Zum Kundenbereich zählen Automotive, Financial Services, Fertigung, Telekommunikation, Service & Logistics und Energieversorger. Chief Executive Officer und Vorsitzender der Geschäftsführung ist Stefan Hansen (Stand 2020).

## Geschichte
Das Unternehmen entstand 1967 als Abteilung von NTT und begann nach der Gründung als eigene Tochtergesellschaft von NTT 1988 mit der Expansion zunächst in Japan und danach auf dem asiatischen Markt. Der IT-Dienstleister wurde 1995 in eine Aktiengesellschaft umgewandelt und hat sein Geschäft seit 2012 international ausgedehnt.
Die deutsche Landesgesellschaft ist aus der BMW-Tochter Cirquent hervorgegangen. Ab April 2012 wurde Cirquent schrittweise mit den europäischen Schwesterunternehmen Itelligroup und Value Team unter der Marke NTT Data zusammengeführt.
Im Jahr 2013 erwarb das Unternehmen den in Madrid ansässigen IT-Dienstleister Everis. Im Jahr 2016 wurde der Geschäftsbereich IT Services (hauptsächlich die ehemaligen Perot-Systeme) von Dell für 3 Milliarden US-Dollar übernommen. Im Jahr 2019 wurde die NTT Data Switzerland AG mit der NTT Data Nefos AG und der NTT Data Österreich GmbH vollständig in die NTT DATA Deutschland GmbH integriert.
Zum Juli 2023 wurde die NTT Data über die AG zur SE umfirmiert.